# Saint-Juste-du-Lac
Saint-Juste-du-Lac es un municipio canadiense situado en la provincia de Quebec.

## Superficie
Saint-Juste-du-Lac tiene una superficie de 166,94 km².

## Demografía
En 2021, tenía 543 habitantes, una densidad poblacional de 3,3 hab./km², y 348 viviendas.